# Spring (一般社団法人)
Spring（スプリング）は、東京都千代田区に拠点を置く一般社団法人。性被害当事者が生きやすい社会をつくることを目的として2017年に設立された。

## 略歴
2017年
- 一般社団法人Spring 設立
- 法務省へ「改正刑法運用に向けた要望書」を提出[official 2]
- 量的調査の要望書を内閣府男女共同参画局へ提出[official 3]

2018年
- 法務省「犯罪被害実態（暗数）調査」に関する意見交換会参加[official 4]
- 英国視察実施[official 5]

2019年
- 5月、法務省および最高裁に対し、性犯罪に関する法改正を求める要望書を提出した[1]。

2020年
- 3月、性暴力の根絶と性暴力被害者支援の運用や拡充に向けた要望書を橋本聖子内閣府男女共同参画担当相に提出した[2]。
- 11月、衆議院第1議員会館で「性被害の実態調査アンケート」の結果を発表した。また、橋本聖子男女共同参画相に被害の実態に即した刑法改正、性教育・人権教育の充実などを求める要望書を手渡した[3]。

2023年
- 11月、第38回東京弁護士会人権賞に選出された[4][5]。但し、この受賞については、当該団体が支援した群馬県草津町の町会議員による性被害の虚偽告発が明らかとなった直後であったために、人権賞の趣旨に反するのではないかと指摘がなされている[6]。

## 理事
- 代表理事：田所由羽、早乙女祥子

### 自団体資料
1. ↑  “⼀般社団法⼈Spring 定款”.   ⼀般社団法⼈Spring (pdf). 2023年1月1日閲覧。
2. ↑  “法務省：「改正刑法運用に向けた要望書」を提出しました。”.   一般社団法人Spring (2017年7月29日). 2023年1月1日閲覧。
3. ↑  “【要望書提出】（追記）内閣府男女共同参画局へ、実態に即した量的調査実施のお願い”.   一般社団法人Spring (2017年11月17日). 2023年1月1日閲覧。
4. ↑  “法務省：犯罪被害実態（暗数）調査に関する意見交換会〜市民団体として史上初の参加！〜”.   一般社団法人Spring (2018年3月28日). 2023年1月1日閲覧。
5. ↑  “現地視察＜イギリス＞の記事(20件)”.   一般社団法人Spring. 2023年1月1日閲覧。

### その他の資料
1. ↑  “焦点：日本で相次ぐ性犯罪の無罪判決、法改正求める切実な声”.   ロイター (2019年6月11日). 2023年1月28日閲覧。
2. ↑  “性暴力根絶・被害者支援を 当事者団体　刑法改正など要望 担当相「包括的に取り組む」”.   しんぶん赤旗 (2020年3月25日). 2023年1月28日閲覧。[信頼性要検証]
3. ↑  “多数は暴力伴わず 性被害　当事者団体調査　回答６０００件 Ｓｐｒｉｎｇ”.   しんぶん赤旗 (2020年11月21日). 2023年1月28日閲覧。[信頼性要検証]
4. ↑  共同通信 (2023年11月27日). “「Spring」に人権賞　性犯罪規定改正で東京弁護士会”. ノアドット. 2024年2月28日閲覧。
5. ↑  “東京弁護士会人権賞”.  東京弁護士会. 2023年12月6日閲覧。
6. ↑  「「虚偽レイプ」訴えた元町議を支援した団体に「人権賞」、弁護士から疑問の声「趣旨に反する」 - 弁護士ドットコムニュース」『弁護士ドットコム』。2025年1月10日閲覧。